# Мови Сполучених Штатів Америки
Мо́ви Сполу́чених Шта́тів Аме́рики — мови, які мають різну міру розповсюдження та різний статус на території США. Населення США нині становить понад 300 млн осіб (без урахування значного числа нелегальних іммігрантів). Панівною на території країни в силу її британського колоніального минулого є англійська мова, принесена колонізаторами та ранніми переселенцями із Британських островів.
За даними на 2000 рік (загальний перепис в США), англійська мова була рідною для 82 % населення США, і 97 % нею володіли у більшій чи меншій мірі. Надалі спостерігалась тенденція зменшення вживання англійської мови у побуті. Дані перепису 2020 року свідчать, що 78,3 відсотка населення розмовляла вдома лише англійською (проти 78,7 відсотка у 2013-2017 роках). Майже 68 мільйонів мешканців США говорили в себе вдома не англійською, Більшість із них вживали другу за рівнем поширення - іспанську, число її носіїв оцінюють у більш ніж 40 мільйонів. Водночас 61 відсоток іспаномовних також вільно володіють англійською мовою,.
Усього на 2010 рік у США спілкувались 322-ма мовами, 24 з яких залишається у вжитку в усіх штатах та в окрузі Колумбія. Найбільша кількість мов є в Каліфорнії – 207, а найменша – у Вайомінгу — 56. Проте до 2025 року країна не мала офіційної мови на федеральному рівні, хоча, через наростання ролі іспанської (наприклад, на телебаченні) і досить обмеженої асиміляції мігрантів з Азії та Латинської Америки, 32 з 50 американських штатів і всі п’ять американських територій визнали її офіційною на місцевому рівні. Однак ряд мов (іспанська, французька та гавайська) також були визнані офіційними в ряді штатів і територій. Значна кількість іммігрантів (в основному XX—XXI століть) продовжують зберігати мови і навіть розширювати їх вплив в анклавах, етнічних кварталах, на телебаченні і т. д. Для підтримки таких громадян був написаний «Акт про громадянські права 1964 року». Положення цього Акту визначили, що вся важлива документація має бути написана на усіх мовах тих громадян, які отримують будь-які привілеї від уряду.

## Офіційні та неофіційні мови на місцевому рівні
Офіційною мовою освіти та діловодства де-факто (а в деяких штатах і де-юре) є англійська мова. На місцевому рівні статус офіційних поряд з англійською мають французька мова — в Луїзіані, гавайська мова на Гаваях, а також іспанська мова — на острові Пуерто-Рико та в штаті Нью-Мексико. За винятком гавайської — автохтонної мови — французька та іспанська — мови колонізаторів, які колись освоювали територію сучасних США, але поступилися в боротьбі британцям. У більш ранній період на території сучасних США офіційними були російська мова на Алясці, нідерландська мова в штаті Нью-Йорк. 

## Українська мова
1989 року в США було створене Товариство української мови, головною метою якої є проведення акцій для споріднених громадських та громадсько-політичних організацій в Україні. Українська мова зокрема є офіційною в окрузі Кук штату Іллінойс.

## Визнання англійської мови офіційною на федеральному рівні
У 1780 Джон Адамс запропонував Континентальному Конгресу Сполучених Штатів Америки прийняти англійську мову як державну. Така пропозиція отримала вердикт «антидемократичної та такої, що складає загрозу для свободи особистості».
У 1981 році сенатор від Каліфорнії Семюель Гаякава (Samuel Hayakawa) вніс поправку до Конституції США під назвою «Поправка до англійської мови» (English Language Amendment, ELA). Ця поправка визначила б англійську офіційною мовою нації. Хоча це не пройшло, сенатор Гаякава допоміг заснувати організацію, яка підтримувала рух за англійську як офіційну мову нації: «US English, INC»., яка позиціювала себе як «найстарішу та найбільшу в країні безпартійну громадську групу, спрямовану на збереження об’єднавчої ролі англійської мови в Сполучених Штатах». Після ELA було подано кілька законопроєктів. Хоча деякі з них змогли отримати схвалення або в Палаті представників, або в Сенаті, жоден ніколи не проходив через обидві палати Конгресу і, таким чином, не був прийнятий за закон.
У 2023 році, сенатори-республіканці Кевін Крамер та Джей Ді Венс представили законопроєкт про оголошення англійської мови офіційною мовою країни, який пройшов обидві палати Конгресу. 1 березня 2025 року президент США Дональд Трамп підписав указ, який офіційно проголошує англійську мовою національною та офіційною мовою Сполучених Штатів Америки. «Знання англійської мови відчиняє двері для економічного розвитку та допомагає новим громадянам активно брати участь у житті своїх спільнот, дотримуватися національних традицій і робити свій внесок у наше суспільство», – йдеться в указі. Одночасно підписаний Трампом указ скасовує указ президента Білла Клінтона № 13166 від 2000 року. Згідно з ним, федеральні відомства та всі організації, які фінансуються з федерального бюджету, мали надавати допомогу з перекладом для громадян, які до них звертаються, якщо вони не знають англійської.